# GeForce 500 series
La serie GeForce 500 è una famiglia di GPU sviluppata da Nvidia, usata in PC desktop e portatili, rilasciata per la prima volta il 9 novembre 2010 con la GeForce GTX 580.
Il suo diretto concorrente era la serie Radeon HD 6000 di AMD, rilasciata a circa un mese di distanza.

## Caratteristiche
La serie GeForce 500 comprende schede con i processori con l'ultima evoluzione della micro-architettura "Fermi" realizzata con processo produttivo a 40nm.
Analogamente alla serie 400 all'interno di queste GPU non è presente alcun modulo in grado di accelerare l'encoding dei formati compressi in hardware, i quali possono però avvantaggiarsi in fase di decoding del motore VP4 (di quarta generazione) in grado di accelerare i seguenti formati video: MPEG-4 ASP (Advanced Simple Profile), MPEG-1, MPEG-2 (ad esclusione del Global Motion Compensation e del Data Partitioning), VC-1/WMV9 e H.264.
Il supporto DirectX era totalmente compatibile con la versione 12.0 (feature level 11_0), mentre l'OpenCL con la versione 1.1 (successivamente 1.2), le API OpenGL con la versione 4.5 (successivamente 4.6).
Nel processore GF110, totalmente riprogettato rispetto al GF100, si può trovare il supporto al GP-GPU attraverso la tecnologia CUDA che permette la programmazione diretta della GPU attraverso linguaggi C, C+ e Fortran. CUDA rimane alla versione 2.0, e passa alla versione 2.1 nei chip: GF114, GF116, GF119.
Le caratteristiche prestazionali della GPU Fermi di seconda generazione più spinta (GF110) sono da attribuirsi al modello GTX580 con 1,5811 TFLOPS in singola precisione (FP32) e 197,63 GFLOPS in doppia precisione (FP64 in GF100 ottenuti come: FP32/8); 37,05 GPixel/s di Pixel Rate e 49,41 GTexel/s di Texel Rate. Questo chip era caratterizzato da: 3,00 milioni di transistor, 512 Shading Units, 64 Texture Mapping Units, 48 Render Output Processors, 512 CUDA Cores (Single Precision), 64 CUDA Cores (Double Precision), un TDP di 244 Watt, un die di 520mmq, il supporto al PCI-Express 2.0 x16, 3.072 MB GDDR5 con un bus di 384bit per un memory bandwidth di 192,384 GB/s.
Le uscite video supportate dalla GTX580 prevedevano, oltre la DVI Dual-Link, la mini-HDMI 1.4a introducendo il supporto audio LPCM multi-canale via PCI-E, ma solo per le tracce "lossless", tenendo esclusi però i bit-streaming TrueHD e DTS-HD Master Audio.